# 5. návštěvní expedice (Mir)
5. návštěvní expedice, zkráceně EP-5, (rusky 5-я экспедиция посещения, ЭП-5) na Mir, byla pátou návštěvní expedicí vyslanou Sovětským svazem na jeho vesmírnou stanici Mir. Expedice byla zahájena 26. listopadu 1988 startem kosmické lodi Sojuz TM-7 a trvala do přistání Sojuzu TM-6 21. prosince 1988. Jednočlennou výpravu tvořil francouzský kosmonaut Jean-Loup Chrétien, který na Mir letěl společně se členy 4. základní expedice.

## Posádka
| Pozice              | Kosmonauti                   |
| ------------------- | ---------------------------- |
| Kosmonaut-výzkumník | Jean-Loup Chrétien, (2) CNES |

V závorkách je uveden dosavadní počet letů do vesmíru včetně této expedice.
| Pozice              | Kosmonauti           |
| ------------------- | -------------------- |
| Kosmonaut-výzkumník | Michel Tognini, CNES |

## Průběh expedice
Roku 1986 se Francie a Sovětský svaz dohodly na dalším letu francouzského kosmonauta na sovětskou vesmírnou stanici (poprvé letěl Jean-Loup Chrétien roku 1982 v Sojuzu T-6 na stanici Saljut 7). Do Sovětského svazu odjeli čtyři francouzští kandidáti – Jean-Loup Chrétien, Michael Tognini, Jean-Pierre Haigneré a Jean-François Clervoy. Z nich instruktoři Střediska přípravy kosmonautů vybrali první dva. Chrétien a Tognini se připravovali v Hvězdném městečku, v lednu 1988 byly sestaveny posádky Sojuzu TM-7: letět měli členové 4. základní posádky stanice Mir – velitel Alexandr Volkov s palubním inženýrem Alexandrem Kalerim (v březnu nahrazený Sergejem Krikaljovem) a Chrétien jako kosmonaut-výzkumník z 5. návštěvní expedice. Záložní posádku tvořili Alexandr Viktorenko, Alexandr Serebrov a Michael Tognini.
Výprava začala startem kosmické lodi Sojuz TM-7 z kosmodromu Bajkonur 26. listopadu 1988 v 15:49:34 UTC, s Mirem se loď spojila 28. listopadu v 17:15:40 UTC. Na Miru je přivítali Vladimir Titov, Musa Manarov a Valerij Poljakov z 3. základní expedice. Chrétienův let byl ve srovnání s běžnými návštěvními expedicemi neobvyklý svou délkou – téměř 25 dní místo obvyklého týdně, a rovněž výstupem do vesmíru.
Vědecká náplň sovětsko-francouzského letu – program Aragaz – sestávala ze 14 experimentů. Nejdříve kosmonauti uskutečnili lékařské experimenty s cílem získat další údaje o adaptaci lidského organismu na beztíží. Pomocí aparatury Echokardiograf (As de Coeur – Srdcové eso) zkoumali srdeční činnost a krevní oběh ve vnitřních orgánech. Na modelu řízení létajícího aparátu v rámci experimentu Viminal hodnotili možnost jeho ovládání a součinnost zrakového systému a svalového aparátu v beztíži. Přístrojem Circeja (Circe), vybaveným proporcionálním počítačem, simulujícím reakci lidských tkání, se měřila úroveň ionizujícího záření v obytných prostorách komplexu. Následující den (30. listopadu) kosmonauti studovali hormonální regulace v organismu v rámci experimentu Minilab. Proběhlo i echografické vyšetření Chrétiena za použití podtlakového obleku Čibis. Cílem experimentu Fizali (Meduza) bylo studium úlohy smyslových orgánů člověka při řízení svalového aparátu. Byly zahájeny experimenty s vyššími rostlinami a dalšími biologickými objekty.
První prosincový den kosmonauti zahájili přípravu k výstupu do kosmického prostoru. V následujících dnech proběhl další cyklus experimentů Echograf, Viminal a Fizali. Pokračovala příprava k výstupu – Volkov a Chrétien dekonzervovali skafandry a prověřili jejich systém zabezpečení životních podmínek a termoregulace.
Dne 7. prosince se oba podrobili důkladné lékařské prohlídce s vyšetřením kardiovaskulárního systému při fyzické zátěži. Uskutečnilo se také měření radiačního pozadí v komplexu aparaturou Circeja. Týž den v 9:57 UT Volkov a Chrétien zahájili nad Japonskem výstup do volného prostoru. Vynesli na povrch zařízení a nářadí pro experimenty ERA a Obrazcy. Na kuželovou část přechodového úseku instalovali nosnou plošinu a na ni připevnili soupravu ERA. Jde o skládací konstrukci vyrobenou firmou Aérospatiale z tyčí z uhlíkového laminátu o délce 1 m s kovovými kloubovými spoji. Po instalaci byl z řídicího pultu uvnitř pracovního úseku stanice dán povel k jejímu rozložení; k němu však došlo až poté, co Volkov do nerozevírající se konstrukce kopl nohou. Konstrukce v rozloženém stavu má tvar šestibokého hranolu o průměru 3,8 m a výšce 1 m. Průběh rozkládání byl sledován televizní kamerou a mikroakcelerometry, které také zjišťovaly vibrace rozložené konstrukce. Po ukončení měření se konstrukce oddělila od stanice. Chrétien a Volkov upevnili na povrch stanice vzorky nátěrů a plastických hmot k sledování jejich degradace působením atomárního kyslíku a slunečního ultrafialového záření a detektor mikrometeoritů. Výstup skončil v 15:57 UT. Celková doba výstupu činila 6 hodin místo plánovaných 4 hodin a 20 minut.
Dne 13. prosince proběhl telemost SSSR-Francie. V následujících dnech pokračovaly lékařské experimenty (Minilab, Echokardiograf, Fizali, Viminal, vyšetření kardiovaskulárního systému přístrojem Gamma 1). Pořizovaly se spektrogramy zemské atmosféry a měřila se úroveň radiace přístrojem Circeja. V kosmických sklenících Vazon a Svetoblok pokračovaly experimenty s vyššími rostlinami. V tomto období také Titov a Manarov zasvěcovali novou základní osádku, kosmonauty Volkova a Krikaljova, do zvláštností provozu palubních systémů.
V závěru Chrétienova letu proběhla tisková konference (18. prosince) a pak již kosmonauti zahájili přípravu k odletu staré posádky a Chrétiena – oživili Sojuz TM-6 a ukládali materiály z výzkumů do návratové kabiny. Uskutečnilo se také přímé televizní spojení francouzského prezidenta Mitterranda s Chrétienem.
Nakonec se Chrétien společně s Titovem a Manarovem v Sojuzu TM-6 21. prosince v 02:32:54 UTC odpoutali od Miru a v 09:57:00 UTC přistáli 160 km jihovýchodně od Džezkazganu.